# Marmon-Herrington Armoured Car
Marmon-Herrington Armoured Car (South African Reconnaissance Vehicle) – samochód pancerny konstrukcji południowoafrykańskiej z okresu II wojny światowej. Pojazdy wykorzystywane były przez armię brytyjską oraz inne formacje alianckie głównie podczas kampanii afrykańskiej, a na mniejszą skalę także podczas walk na Dalekim Wschodzie.
W 1938 roku rząd południowoafrykański zlecił rozpoczęcie prac mających na celu skonstruowanie własnego samochodu pancernego. Projekt rozwijał się powoli do czasu wybuchu II wojny światowej w 1939 roku. Pierwsze egzemplarze pojazdu gotowe były w 1940 roku. Jako że przemysł w kraju nie był zdolny do masowej produkcji tego typu pojazdów, większość komponentów do jego produkcji była sprowadzana. Podwozia produkowane były w zakładach Ford w Kanadzie, układ przeniesienia napędu w zakładach Marmon-Herrington w Stanach Zjednoczonych, podczas gdy uzbrojenie sprowadzano z Wielkiej Brytanii. W Związku Południowej Afryki produkowano jedynie płyty stalowe na opancerzenie oraz montowano pojazdy.

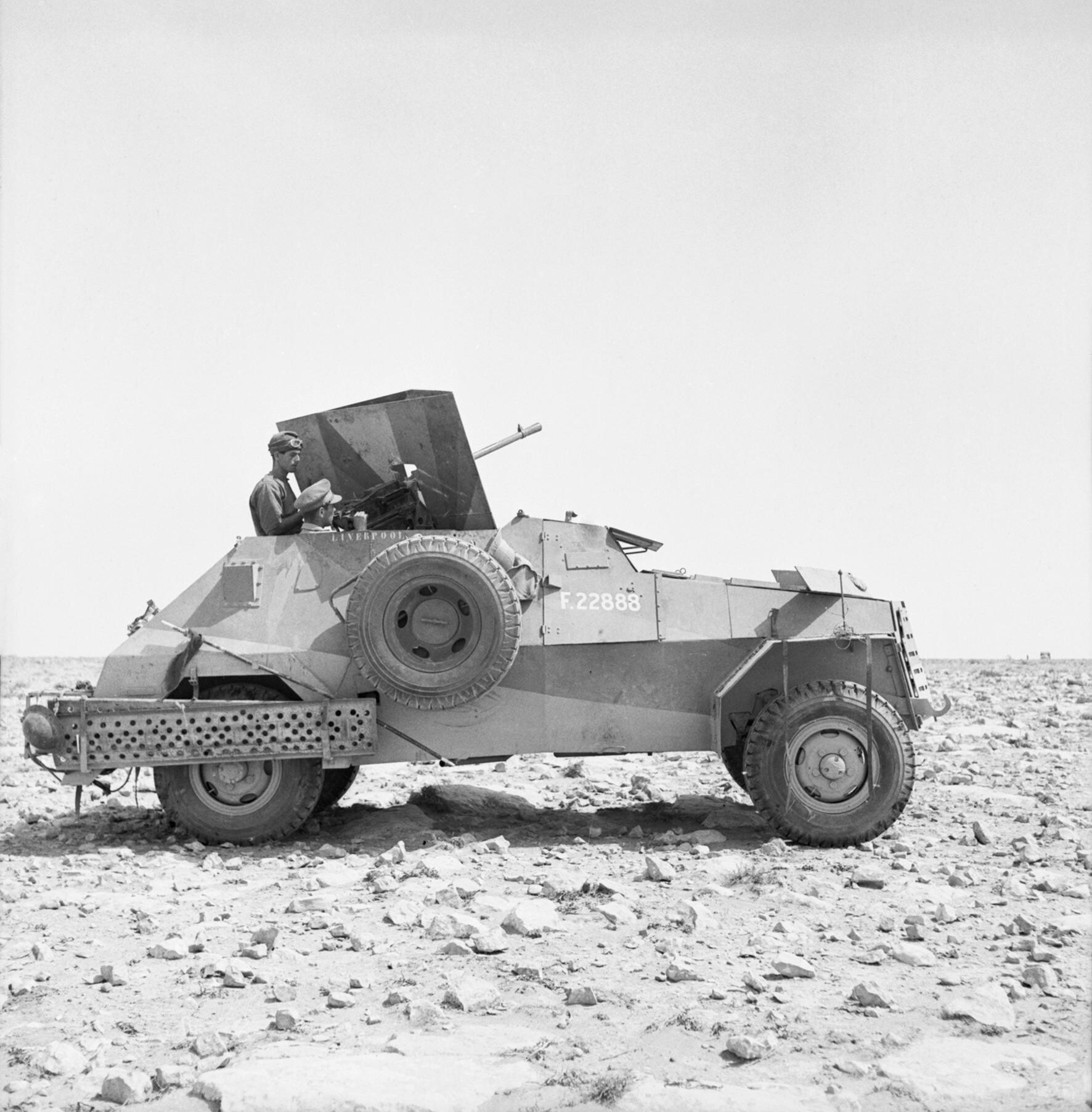
Marmon-Herrington Mk II przezbrojony we włoską armatę Breda kalibru 20 mm, w okolicach Tobruku, maj 1941

Pierwsze samochody, oznaczane jako South African Reconnaissance Vehicle Mk I, posiadały napęd tylko na jedną oś, a ich uzbrojenie stanowiły dwa karabiny maszynowe Vickers. Pojazdy te wzięły udział w walkach we wschodniej Afryce, po czym większość wróciła do Związku Południowej Afryki, gdzie wykorzystywano je do celów szkoleniowych. Kolejna wersja, Mk II posiadała już napęd na cztery koła i uzbrojona była dodatkowo w karabin przeciwpancerny Boys. Pojazdy te trafiły na front północnoafrykański, gdzie były najliczniej używanymi alianckimi pojazdami rozpoznawczymi w początkowej fazie wojny. W najliczniej produkowanej wersji Mk III pojazdy różniły się głównie krótszym rozstawem osi. Ostatnia z produkowanych seryjnie wersji, Mk IV została całkowicie przeprojektowana. Posiadała ona nadwozie samonośne, silnik umieszczono w tylnej części pojazdu, a podstawowym uzbrojeniem samochodu była armata 2-funtowa. Zaprojektowane zostały także kolejne wersje pojazdu, które nigdy jednak nie wyszły poza stadium prototypu, m.in. 8-kołowa wersja Mk VI.